# Ключ 61
| 心                     | 心         | 心         |
| ---------------------- | ---------- | ---------- |
| 60                     | 61         | 62         |
| Піньінь:               | xīn        | xīn        |
| Чжуїнь:                | ㄒ一ㄣ     | ㄒ一ㄣ     |
| Вейд-Джайлз:           | hsin1      | hsin1      |
| Ютпхін:                | sam1       | sam1       |
| Он:                    |            |            |
| Кун:                   |            |            |
| Кандзі:                | 心 kokoro  | 心 kokoro  |
| Хун:                   | 마음 maeum | 마음 maeum |
| Им:                    | 심 shim    | 심 shim    |
| Індекс у Вікісловнику: | 心         | 心         |

Ключ 61 — ієрогліфічний ключ, що означає серце і є одним із 34 (загалом існує 214) ключів Кансі, що складаються з чотирьох рисок.
У Словнику Кансі 1 115 символів із 40 030 використовують цей ключ.

## Символи, що використовують ключ 61

Як писати ієрогліф.

| без додаткових | 心 |
| 1 додаткова    | 必忆 |
| 2 додаткові    | 忇忈忉忊 |
| 3 додаткові    | 忋忌忍忎忏忐忑忒忓忔忕忖志忘忙忚忛応                                                                                           |
| 4 додаткові    | 忝忞忟忠忡忢忣忤忥忦忧忨忩忪快忬忭忮忯忰忱忲忳忴念忶忷忸忹忺忻忼忽忾忿怀态怂怃怄怅怆                                           |
| 5 додаткових   | 怇怈怉怊怋怌怍怎怏怐怑怒怓怔怕怖怗怘怙怚怛怜思怞怟怠怡怢怣怤急怦性怨怩怪怫怬怭怮怯怰怱怲怳怴怵怶怷怸怹怺总怼怽怾怿             |
| 6 додаткових   | 恀恁恂恃恄恅恆恇恈恉恊恋恌恍恎恏恐恑恒恓恔恕恖恗恘恙恚恛恜恝恞恟恠恡恢恣恤恥恦恧恨恩恪恫恬恭恮息恰恱恲恳恴恵恶恷恸恹恺恻恼悔   |
| 7 додаткових   | 恽恾恿悀悁悂悃悄悅悆悇悈悉悊悋悌悍悎悏悐悑悒悓悕悖悗悘悙悚悛悜悝悞悟悠悡悢患悤悥悦悧您悩悪悫悬悭悮悯                           |
| 8 додаткових   | 悰悱悲悳悴悵悶悷悸悹悺悻悼悽悾悿惀惁惂惃惄情惆惇惈惉惊惋惌惍惎惏惐惑惒惓惔惕惖惗惘惙惚惛惜惝惞惟惠惡惢惣惤惥惦惧惨惩惪惫惬惭惮 |
| 9 додаткових   | 惯惰惱惲想惴惵惶惷惸惹惺惻惼惽惾惿愀愁愂愃愄愅愆愇愈愉愊愋愌愍愎意愐愑愒愓愔愕愖愗愘愙愚愛愜愝愞感愠愡愢愣愤愥愦慨             |
| 10 додаткових  | 愧愨愩愪愫愬愭愮愯愰愱愲愳愴愵愶愷愸愹愺愻愼愽愾愿慀慁慂慃慄慅慆慇慈慉慊態慌慍慎慏慐                                           |
| 11 додаткових  | 慑慒慓慔慕慖慗慘慙慚慛慜慝慞慟慠慡慢慣慤慥慦慧慩慪慫慬慭慮慯慰慱慲慳慴慵慶慷慸慹慺慻慼慽慾慿憀憁憃憄憅憆憇憎                   |
| 12 додаткових  | 憂憈憉憊憋憌憍憏憐憑憒憓憔憕憖憗憘憙憚憛憜憝憞憟憠憡憢憣憥憦憧憨憩憪憫憬憭憮憯憰憱憲憳                                         |
| 13 додаткових  | 憤憴憵憶憷憸憹憺憻憼憽憾憿懀懁懂懃懄懅懆懇懈應懊懋懌懍懎懏懐懑懒懓懔懕懖                                                       |
| 14 додаткових  | 懗懘懙懚懛懜懝懞懟懠懡懢懣懤懥懦懧懨懩懪懫懬懭懮懯懰懱懲                                                                       |
| 15 додаткових  | 懳懴 |
| 16 додаткових  | 懵懶懷懸 |
| 17 додаткових  | 懹懺懻 |
| 18 додаткових  | 懼懽懾懿 |
| 19 додаткових  | 戀戁戂 |
| 20 додаткових  | 戃戄 |
| 21 додаткова   | 戅戆 |
| 24 додаткові   | 戇 |